# Tân Hà Lan
Tân Hà Lan  (tiếng Hà Lan: Nieuw Nederland; tiếng Latinh: Nova Belgica hay Novum Belgium) là một thuộc địa của Cộng hòa Hà Lan vào thế kỷ 17 nằm trên bờ biển phía đông của Bắc Mỹ. Lãnh thổ được tuyên bố kéo dài từ bán đảo Delmarva đến cực tây nam Mũi Cod, trong khi các khu định cư hạn chế hơn bây giờ là một phần của New York, New Jersey, Delaware, và Connecticut, với các tiền đồn nhỏ ở Pennsylvania và Rhode Island.
Thuộc địa này được Công ty Tây Ấn Hà Lan (WIC) thành lập năm 1621 để tận dụng thương mại lông thú Bắc Mỹ. Nó đã có dân định cư từ lúc đầu vì chính sách quản lý kém của WIC và xung đột với người da đỏ. Định cư của Tân Thụy Điển của Công ty Nam Thụy Điển xâm lấn trên sườn phía nam của nó, trong khi biên giới phía bắc của nó được vẽ lại để chứa Liên hiệp Tân Anh mở rộng. Thuộc địa này đã tăng trưởng mạnh mẽ trong những năm 1650 và trở thành một cảng chính cho thương mại ở phía bắc Đại Tây Dương. Sự thất thủ của Fort Amsterdam trước quân đội Anh năm 1664 đã được chính thức hóa vào năm 1667, góp phần vào cuộc Chiến tranh Anh-Hà Lan lần thứ hai. Năm 1673, người Hà Lan chiếm lại khu vực nhưng từ bỏ nó theo Hiệp ước Westminster (1674), chấm dứt chiến tranh Anh-Hà Lan lần thứ ba vào năm tiếp theo.
Cư dân của Tân Hà Lan là những người thực dân châu Âu, người da đỏ, và người châu Phi nhập khẩu làm lao động nô lệ. Thuộc địa có dân số ước tính từ 7.000 đến 8.000 tại thời điểm chuyển đến Anh năm 1664, một nửa trong số đó không phải là người gốc Hà Lan. Hậu duệ của những người định cư ban đầu đóng một vai trò nổi bật ở châu Mỹ thuộc địa, và văn hóa Hà Lan mới đặc trưng vùng này trong hai thế kỷ, bao gồm Quận Thủ đô ngày nay xung quanh Albany, Thung lũng Hudson, Đảo Tây Long, Đông Bắc New Jersey và Thành phố New York.